# Kabinet-Schlüter IV
Het kabinet–Schlüter IV was de regering van het Koninkrijk Denemarken van 18 december 1990 tot 25 januari 1993.

## Kabinet–Schlüter IV (1990–1993)
| Ambtsbekleder                                          | Ambtsbekleder         | Ambtsbekleder                     | Functie                          | Ambtstermijn      | Ambtstermijn     | Partij |
| ------------------------------------------------------ | --------------------- | --------------------------------- | -------------------------------- | ----------------- | ---------------- | ------ |
|                                                        | Poul Schlüter         | Poul Schlüter (1929–2021)         | Premier                          | 10 september 1982 | 25 januari 1993  | DKF    |
|                                                        | Thor Pedersen         | Thor Pedersen (1945)              | Minister van Binnenlandse Zaken  | 10 september 1987 | 25 januari 1993  | VDL    |
| Minister voor Noorse Samenwerking                      | Thor Pedersen         | Thor Pedersen (1945)              | 4 juni 1988                      | 20 november 1992  |                  | VDL    |
|                                                        | Uffe Ellemann-Jensen  | Uffe Ellemann- Jensen (1941–2022) | Minister van Buitenlandse Zaken  | 10 september 1982 | 25 januari 1993  | VDL    |
|                                                        | Henning Dyremose      | Henning Dyremose (1945)           | Minister van Financiën           | 31 oktober 1989   | 25 januari 1993  | DKF    |
|                                                        |                       | Hans Engell (1948)                | Minister van Justitie            | 5 oktober 1989    | 25 januari 1993  | DKF    |
|                                                        | Anders Fogh Rasmussen | Anders Fogh Rasmussen (1953)      | Minister van Economische Zaken   | 18 december 1990  | 20 november 1992 | VDL    |
| Minister voor Belastingen                              | Anders Fogh Rasmussen | Anders Fogh Rasmussen (1953)      | 10 september 1987                |                   | 20 november 1992 | VDL    |
|                                                        | Thor Pedersen         | Thor Pedersen (1945)              | Minister van Economische Zaken   | 20 november 1992  | 25 januari 1993  | VDL    |
| Minister voor Belastingen                              | Thor Pedersen         | Thor Pedersen (1945)              |                                  | 20 november 1992  | 25 januari 1993  | VDL    |
|                                                        |                       | Anne Birgitte Lundholt (1952)     | Minister van Industrie en Handel | 1 december 1989   | 25 januari 1993  | DKF    |
| Minister van Klimaat en Energie                        | 18 december 1990      | Anne Birgitte Lundholt (1952)     |                                  |                   | 25 januari 1993  | DKF    |
|                                                        |                       | Knud Enggaard (1929)              | Minister van Defensie            | 4 juni 1988       | 25 januari 1993  | VDL    |
| Minister voor Noorse Samenwerking                      | 20 november 1992      | Knud Enggaard (1929)              |                                  |                   | 25 januari 1993  | VDL    |
|                                                        |                       | Ester Larsen (1936)               | Minister van Volksgezondheid     | 8 december 1989   | 25 januari 1993  | VDL    |
|                                                        |                       | Else Winther Andersen (1941)      | Minister van Sociale Zaken       | 18 december 1990  | 25 januari 1993  | VDL    |
|                                                        |                       | Ester Larsen (1936)               | Minister van Arbeid              | 31 oktober 1989   | 25 januari 1993  | DKF    |
|                                                        | Bertel Haarder        | Bertel Haarder (1944)             | Minister van Onderwijs           | 10 september 1982 | 25 januari 1993  | VDL    |
| Minister van Hoger Onderwijs Wetenschap en Technologie | Bertel Haarder        | Bertel Haarder (1944)             | 10 september 1987                |                   | 25 januari 1993  | VDL    |
|                                                        |                       | Kaj Ikast (1935–2020)             | Minister van Transport           | 18 december 1990  | 25 januari 1993  | DKF    |
|                                                        | Svend Erik Hovmand    | Svend Erik Hovmand (1945)         | Minister van Huisvesting         | 18 december 1990  | 25 januari 1993  | VDL    |
|                                                        |                       | Laurits Tørnæs (1936)             | Minister van Landbouw            | 10 september 1987 | 25 januari 1993  | VDL    |
|                                                        |                       | Kent Kirk (1948)                  | Minister van Visserij            | 5 oktober 1989    | 25 januari 1993  | DKF    |
|                                                        | Per Stig Møller       | Per Stig Møller (1942)            | Minister van Milieu              | 18 december 1990  | 25 januari 1993  | DKF    |
|                                                        |                       | Grethe Rostbøll (1941–2021        | Minister van Cultuur             | 18 december 1990  | 25 januari 1993  | DKF    |
|                                                        |                       | Torben Rechendorff (1937–2022)    | Minister voor Godsdienst         | 4 juni 1988       | 25 januari 1993  | DKF    |
| Mininster van Communicatie                             | 10 januari 1989       | Torben Rechendorff (1937–2022)    |                                  |                   | 25 januari 1993  | DKF    |

Kristensen ·
Hedtoft I ·
Hedtoft II ·
Eriksen ·
Hedtoft III ·
Hansen I ·
Hansen II ·
Kampmann I ·
Kampmann II ·
Krag I ·
Krag II ·
Baunsgaard ·
Krag III ·
Jørgensen I ·
Hartling ·
Jørgensen II ·
Jørgensen III ·
Jørgensen IV ·
Jørgensen V ·
Schlüter I ·
Schlüter II ·
Schlüter III ·
Schlüter IV ·
P.N. Rasmussen I ·
P.N. Rasmussen II ·
P.N. Rasmussen III ·
P.N. Rasmussen IV ·
A.F. Rasmussen I ·
A.F. Rasmussen II ·
A.F. Rasmussen III ·
L.L. Rasmussen I ·
Thorning-Schmidt I ·
Thorning-Schmidt II ·
L.L. Rasmussen II ·
L.L. Rasmussen III ·
Frederiksen I ·
Frederiksen II